# Паул Никлаус Райх фон Райхенщайн
Паул Никлаус Райх фон Райхенщайн (на немски: Paul Nichlaus Reich von Reichenstein; † 16 април 1744 в Аугсбург) от швейцарския рицарски род Райх фон Райхенщайн е граф на Райхенщайн и имперски дипломат.
Той е син на фрайхер Якоб Хенрих фон Райхенщайн и съпругата му Елизабет Якобин Цинт фон Кинтцинген. Фамилията Райх фон Райхенщайн получава ок. 1250 г. от епископа на Базел замък Райхенщайн при Арлесхайм. Роднина е на Петер Райх фон Райхенщайн († 1296), епископ на Базел (1286 – 1296). След реформацията фамилията запазва старата си вяра и се оттегля в собственостите си в Зундгау и в Шварцвалд, запазва обаче градската си резиденция до 1748 г. През 1773 г. френският крал признава тяхната титла фрайхер.

## Фамилия
Паул Никлаус Райх фон Райхенщайн се жени на 10 октомври 1700 г. в Мюнхен с графиня Мария Анна Маргарета фон Рехберг (* 16 август 1680, Мюнхен; † 19 септември 1745/3 май 1746), дъщеря на граф Франц Албрехт фон Рехберг (1645 – 1715) и фрайин Катарина Барбара Верена фон Шпаур и Флафон († 1712). Те имат две дъщери:
- Елизабет Клаудия Райх фон Райхенщайн, омъжена с фрайхер Карл Фердинанд фон Фенинген, син на фрайхер Жоан Августин фон Фенинген и фрайин Агнес Анна фон Шалон-Гелен
- Мария Йозефа Райх фон Райхенщайн (* 9 септември 1717; † 19 юни 1771, Бабенхаузен), омъжена на 17 февруари 1737 г. в Аугсбург за граф Франц Карл Фугер-Бабенхаузен (* 31 май 1712, Бабенхаузен; † 5 декември 1758), граф Фугер, господар на Бабенхаузен, син на граф Руперт Йозеф Антон Фугер фон Кирхберг-Вайсенхорн (1683 – 1724) и Мария Анна Франциска Терезия Фугер фон Кирхберг-Вайсенхорн цу Гльот (1690 – 1771)[3]